# Histoire du Racing Club de Lens
Cet article présente l’histoire du Racing Club de Lens depuis sa création en 1906 jusqu'à aujourd'hui.

## Des débuts au professionnalisme (1906-1934)

### Naissance du club

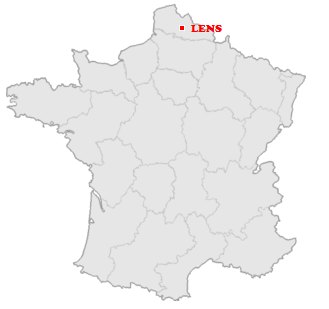
Localisation de Lens.

Entre la fin du XIXe siècle et le début du XXe siècle, le football commence à se développer en France. Dans le nord du pays, plusieurs clubs se sont formés (le Racing Club de Roubaix en 1895, l'US Tourcoing en 1898, l'Amiens AC et le Racing Club d'Arras en 1901 ainsi que l'Olympique lillois en 1902).
Contrairement à une légende, l’histoire du club n'est pas intimement liée dès 1906 à celle de la Compagnie des mines de Lens et de la catastrophe de Courrières. Il s'agit à l'origine d'un club de commerçants et de petits notables, un temps proche de la municipalité socialiste, qui voient dans ce sport un moyen de distinction sociale, alors que les mineurs de l'époque pratiquent plutôt la gymnastique.
En septembre 1905, Carlos Douterlungne et Jules Joseph Van den Weghe décident de regrouper en association tous les jeunes pratiquant le football sur la place Verte (actuelle place de la République) de Lens. Douterlungne et Van den Weghe avaient créé le Club Cyclo-Pédestre Lensois trois années auparavant et vont y adjoindre une section pour le football. La création de cette nouvelle section amène à un changement de nom et donne donc naissance au Racing Club Lensois. Ce nom, à consonance anglo-saxonne, doit ses origines à l'influence  sur le football de l'époque de la Grande-Bretagne, sa terre d'origine, mais aussi aux modèles qu'étaient le Racing club de France et le Racing Club de Roubaix Van den Weghe devient le président du club donc le siège social est situé dans le café du père de Carlos Douterlugne, Henri. L'association choisit comme couleurs le vert et le noir pour les maillots, le vert pour rappeler la place Verte et le noir pour le charbon des houillères. Le club dépose ses statuts à la sous-préfecture de Béthune à l'issue de l'assemblée générale qui a lieu le 18 octobre 1907. Jules Joseph Van den Weghe cède alors son poste de président à Lotin pour ensuite redevenir président de 1908 à 1912.
Pour sa première « saison officielle », le RC Lens est engagé dans la Ligue Artois[C'est-à-dire ?]. Entre 1907 et 1912, le club gagne en popularité, et les joueurs lensois sont forcés de quitter leur premier terrain de jeu, la place Verte, pour rejoindre la pâture Mercier, au niveau de la fosse 2. Commençant à faire parler de lui dans le département, le club attire l'attention de la Compagnie des mines de Lens qui devient le premier partenaire de l'équipe, en lui offrant le terrain de la gendarmerie situé rue de Béthune. Cinq années plus tard, le club lensois doit à nouveau changer de terrain et s’installe sur le parc de la Glissoire, entre Avion et Lens.

### La Première Guerre mondiale
Pendant la Première Guerre mondiale, la ville de Lens se situe en zone de combat et subit d'importants dommages. La ville est frappée par deux contributions de guerre d'un montant de 950 000 et 800 000 francs.
Le Racing Club de Lens disparaît durant ce conflit militaire. Cependant, sous l'impulsion du Comité de secours américain, par l'intermédiaire de son directeur Laroche, le club renaît de ses cendres. Le directeur négocie d'ailleurs avec un notaire lensois, nommé Léon Tacquet, pour utiliser un terrain lui appartenant: la pâture Tacquet. Ce terrain, à la suite de la guerre, est inutilisable car rempli de trous d'obus. Le directeur Laroche s'engage alors à prendre en charge la réfection et le nivellement de la patûre en échange de l'intégration du RC Lens dans l'Union sportive du foyer franco-américain et l'adoption de ses couleurs: le bleu ciel et le blanc.

### Lens devient Sang et Or
En 1922, Lens reprend la compétition, sous l'impulsion de son nouveau président, Marcel Pierron. Celui-ci négocie avec la Ligue du Nord pour que le Racing Club de Lens réintègre le championnat d'Artois malgré son appartenance Union sportive du foyer franco-américain. L'équipe est alors composée en grande majorité d'étrangers, venus travailler dans les mines du Nord et du Pas-de-Calais, et originaires en grande partie de plusieurs provinces prussiennes, en particulier la Posnanie et de Silésie.
Le 1er octobre 1922, Lens dispute son premier match sur le terrain dit de "la Glissoire" face à Calais, rencontre comptant pour la Coupe de France. Outre la victoire, les dirigeants sont ravis de la recette qui est exceptionnelle: 128 francs
Le club va connaître un changement de président en 1923 avec la nomination de Réné Moglia. C'est lui qui va choisir d'utiliser les couleurs sang et or. Il choisit ces couleurs en référence au drapeau espagnol, en passant devant les ruines de l'église de la ville, dernier vestige de l'occupation espagnole de 1648,. Ce même président négocie, contre une redevance de 20 % des recettes, avec la municipalité l'utilisation par son club du stade Raoul-Briquet nouvellement aménagé. Pour son ouverture, les Lensois arborent leur nouvelle tunique : short noir, maillot rayé jaune et rouge. Une légende court encore que le rouge de ses couleurs évoque la souffrance des ouvriers (symbolisée par le sang) et le jaune celui de l’or des patrons, cette légende étant la même reconstruction postérieure qui veut lier le club au milieu minier.
En 1926, le RC Lens connaît quelques bouleversements. Le Supporters Club lensois (de nos jours rebaptisé 12 lensois), premier club de supporters du club, naît. D'ailleurs, le 30 mai 1936, 1000 supporters font le déplacement pour la rencontre face à Billy-Montigny, match comptant pour la montée en promotion d'honneur; il est gagné par Lens et permet au club de remporter un premier titre avec l'Anglais Kid Fenton: la Ligue d'Artois. Avec ce résultat, la ville de Lens et son maire, Émile Basly, s’intéressent de plus en plus à son club de football et lui offrent sa première subvention de 8 400 francs le 6 août 1926 ainsi que la mise à disposition gratuite du stade Raoul-Briquet.
Deux ans plus tard, Lens finit sur la deuxième marche du classement, et remporte pour la deuxième fois le championnat la saison suivante. Grâce à ce titre, le RC Lens accède pour la première fois à la division d'honneur de la Ligue du Nord-Pas-de-Calais-Picardie. Afin de bien se comporter face à l'Olympique lillois, le Racing Club de Roubaix, l'Excelsior Athlétic Club de Roubaix ou encore l'Amiens Athlétic Club, Lens fait venir de nouveaux joueurs au club.
Apogée du renouveau et des nouvelles ambitions du RC Lens, la Compagnie des mines de Lens, plus puissante de France à l'époque, décide le 6 novembre 1929 d'acheter une parcelle de terrain afin d'y construire un nouveau stade. Pour sa première saison en division d'honneur, Lens termine à la 9e place.

### Premiers faits d'armes
L'année suivante, Lens monte en puissance, montée qui se poursuit en 1932 et en 1933. En effet, les Sang et Or accèdent lors de la saison 1932-1933 au podium de la division.
Pendant ce temps, la construction du stade continue. Cette réalisation est confiée à plusieurs centaines de mineurs, qui s'activent durant plusieurs années sur un terrain longeant la ligne ferroviaire Arras-Dunkerque. Le 18 juin 1933, et sous l'initiative de Félix Bollaert (le président du conseil d'administration des mines), le nouveau stade est inauguré devant quelques milliers de personnes, venues se presser pour un tel évènement. À la mort de celui-ci, en 1936, son nom est donné fort logiquement à l'enceinte.
Jusque-là resté un club amateur, à la suite des réticences du président de l'époque Jules Antoine Van den Weghe, le RC Lens passe professionnel avec Louis Brossard, qui lui succède en 1934. Fort des nouvelles installations et de ce nouveau statut, les dirigeants lensois continuent leur marche en avant.

## Des premiers titres au retour amateur (1934-1969)

### La première professionnalisation
Le club, après avoir déposé trop tardivement sa candidature à la professionnalisation en janvier 1933, rejoint le championnat de France de deuxième division pour la saison 1934-1935. Lens réussit sa première saison professionnelle, terminant à la 5e place. L'année suivante, et avec des joueurs tels que le Hongrois Siklo ou l’Autrichien Anton Marek, le RC Lens élève son niveau, et croit même un instant à l'ascension. Mais Rouen et Roubaix, plus expérimentés à ce niveau, terminent la saison aux deux premières places. Lens est lui 4e. Après cette honorable saison, l'effectif lensois sous retrouve sous les feux de la rampe. Novicki et François, moteurs du jeu nordiste, sont appelés à défendre les couleurs du pays face à la Belgique, le 8 mars 1936, et deviennent les premiers internationaux français du club.
En 1937, Lens connait au terme de la saison ses premiers faits d'armes majeurs. En 32 journées, le Racing Club de Lens totalise 50 points, soit cinq de plus que son voisin valenciennois, et donc accède pour la première fois de son histoire au sommet du football français. En Coupe de France, le club réussit à atteindre les huitièmes de finale, étant battu par le grand Red Star, spécialiste de la compétition, sur le score de 3 buts à 2. Cette même année, Viktor Spechtl se place sur le devant de la scène.
Pour sa première saison dans l'élite, les lensois évitent de peu la relégation. Face aux plus grands clubs français (Olympique de Marseille, FC Sochaux), Lens s'en sort grâce à sa défense, meilleure que celles de ses concurrents au maintien. En 1939, Lens s'attend à revivre une saison difficile. Cependant, le groupe emmené par le duo Stanis - Spechtl réalise l'exploit de s'accrocher au groupe de tête, n'échouant qu'à sept points du podium et finissant à la 7e place.
À l'été 1939, Lens est à un point culminant de sa fabuleuse progression, et peut se permettre de viser encore plus haut. Mais quelques mois plus tard, avec la naissance de la Seconde Guerre mondiale, la montée en puissance du club lensois est stoppée net. La fuite de nombreux joueurs lensois répondant à l’ordre de mobilisation générale n’empêche pas le club de poursuivre la compétition, mais en 1940, la ville de Lens est placée en zone interdite.

### Seconde Guerre mondiale
Avec la guerre, la France est découpée en trois zones : la zone nord, la zone sud et la zone interdite. Lens est donc déversé dans cette dernière avec Arras, Fives, Roubaix et Valenciennes, après une année passée dans la zone nord. Devant une concurrence amoindrie, les lensois remportent les éditions 1941, 1942 et 1943. Lors de la saison 1941-1942, le trio Marek - Stanis - Dugauguez permet au club d'avoir un goal-average élevé avec 75 buts inscrits pour seulement 18 encaissés. Durant la saison 1942-1943, Stanis fait à nouveau parler de lui, inscrivant le total de 43 buts en 30 journées. Étant dépossédé de son statut professionnel, Lens doit donc entrer dans l'équipe fédérale régionale de Lens-Artois pour la saison 1943-1944. Pour la quatrième fois d'affilée, les Nordistes remportent la compétition, comprenant cette fois-ci les meilleures équipes françaises, et malgré un match non joué face à Toulouse-Pyrénées. Encore une fois, Stanis explose les compteurs, avec 41 réalisations à son actif. Reprenant son schéma antérieur pour la saison 1944-1945, le championnat voit les Sang et Or finir deuxièmes du groupe nord, derrière le FC Rouen, et après une magnifique fin de saison.
Durant cette période, Stanis pulvérise le record de France du nombre de buts marqués dans un seul match, le 13 décembre 1942 sur le terrain d'Auby Asturies en Coupe de France. Lens remporte le match 32 à 0, et Stanis est l'auteur de la moitié des buts.

### Déceptions d'après-guerre
Avec la fin de la guerre, Lens reprend « normalement » le championnat en 1946. De nouveau, les Lensois atteignent le haut de tableau, et améliorent leur résultat de 1939 avec une 6e place. Au cours de cette saison, lors d'un des premiers derby disputé le 17 février 1946 face au Lille OSC nouvellement créé, le toit du stade Victor Boucquey s'effondre sous le poids des personnes qui étaient montées dessus. Cependant, il n'y aura aucun décès, uniquement 53 blessés.
Mais au contraire, cette bonne période lensoise cache les difficultés rencontrées par les dirigeants pour aligner un budget important. Avec la nationalisation des mines ordonnée par le Général de Gaulle le 14 décembre 1944, les houillères qui allouent le budget connaissent quelques problèmes, et donc le club doit composer avec de nombreux jeunes originaires du département et voit ses internationaux partir au fur et à mesure.
C'est donc en subissant cette situation que Lens peine en championnat lors de l'année 1947. De plus, le passage de 18 à 20 clubs pour cette même saison oblige la fédération à disposer deux places de relégués supplémentaires, et c'est dans ce contexte que le RC Lens, après une décennie de domination, descend au niveau inférieur.
Pour sa première saison en deuxième division après-guerre, le Racing Club de Lens ne parvient pas à remonter, étant seulement 8e au classement. À l'opposé, il réalise un superbe parcours en Coupe de France, atteignant pour la première fois de son histoire la finale. Mais face au Lille OSC, le 10 mai 1948 au stade olympique Yves-du-Manoir et devant 60 739 spectateurs, Lens parvient par deux fois à revenir au score grâce à Stanis, malgré la position d'ultra favori de Lille. À la 86e minute de jeu, et alors que l'on se dirige vers les prolongations, Jean Baratte, meilleur buteur de la première division, enterre les espoirs lensois, avec un but très discuté pour une faute du joueur sur Stanislas Golinski.

### Retour au premier plan...
Pour la saison 1948-49, les Lensois sont déterminés à retrouver la première division, sous les ordres de Nicolas Hisbst.
Après une bataille féroce entre Lens, Bordeaux et Rouen cette année, le peuple sang et or est prêt à reconnaître les joies de la D1, après la première place acquise par son équipe. Durant une décennie, Lens progresse et se maintient, même s'il flirte avec la descente les trois premières années. Avec sa nouvelle génération de joueurs, composée de Maryan Wisniewski, Xercès Louis, Arnold Sowinski ou Théodore Szkudlapski, et issue en grande majorité de l'immigration polonaise vers le nord de la France, Lens retrouve ses ambitions en devenant par deux fois consécutives vice-champion de France, en 1956 et en 1957, grâce notamment à son buteur suédois Egon Jönsson.
Les deux saisons suivantes, Lens est décevant, et retombe en deuxième partie de classement. Pour effacer ces deux tristes années, les lensois doivent s'en remettre aux coupes, et notamment à la coupe Charles Drago. Cette coupe, qui permettait aux équipes éliminées avant les quarts de finale de la coupe de France de se disputer un challenge, a vu par deux fois Lens l'inscrire à son palmarès. En 1959 premièrement, avec une victoire finale sur Valenciennes par trois buts à deux, puis en 1960, toujours sur le même score et face au Sporting Toulon Var. Après un léger regain de forme en championnat jusque 1962, Lens est invité à la coupe de l’Amitié entre Français et Italiens. Opposés au club suisse de Lucerne, à Catane, l’AS Rome, Lens s'impose contre le Torino en finale, lors d'une confrontation aller-retour (victoire 3-1 au score cumulé).

### ... suivi de la chute
Sorti vainqueur par trois fois d'une coupe, Lens doit cependant se confronter aux réalités économiques. En 1962, les houillères sont en déclin, en raison d'une activité économique décroissante, et plusieurs mines ferment. De nombreux joueurs lensois étant mineurs, l'avenir du RC Lens semble critique. Après une saison 1962-1963 catastrophique, Lens rebondit l'année suivante. L'auteur principal de son rebond se nomme Ahmed Oudjani, jeune attaquant algérien qui avec 30 réalisations devient meilleur buteur du championnat, mais également le premier lensois à obtenir cette distinction.
Néanmoins, la chute du club se poursuit, malgré la bonne forme du duo Ahmed Oudjani - Georges Lech. En 1968, Lens traduit cette sombre période par une relégation, due en partie à un parcours exécrable à l'extérieur, et obtenue à cause d'une différence de buts inférieure à celle de Strasbourg, à égalité de points.
Dès l'année suivante, les dirigeants de la Compagnie des mines, marqués par la crise, décident de se désengager du club. Le Racing Club de Lens, un an après sa descente en seconde division, redevient donc un club amateur. Après une saison en division 2, Lens est renversé en Championnat de France Amateurs. Le public commence à délaisser son équipe, et l'on avance vers la fin du Racing Club de Lens.

## La reconstruction (1969-1988)

### La survie grâce à quelques passionnés
En Championnat de France Amateurs, Lens doit sa survie à quelques hommes, fidèles au club. Sous l'impulsion d'Henri Trannin, directeur sportif, de l'entraîneur Arnold Sowinski et d'André Delelis, maire de la ville, Lens entreprend sa reconstruction. La municipalité récupère le stade Bollaert en échange d'une somme symbolique, faisant valoir le transfert du patrimoine minier. Jean Bondoux, futur président du RC Lens, rassemble bénévoles et souscriptions afin de faire survivre le club.
La direction du club se repose comme aux plus beaux jours du club sur la filiale polonaise, et guidée par Eugeniusz Faber et Ryszard Grzegorczyk, la formation lensoise sort la tête de l'eau. En 1972, le Racing atteint la demi-finale de la Coupe de France, s'inclinant face à Bastia. Les deux hommes guident Lens vers la remontée, en remportant le championnat de deuxième division en 1973. En 1975, Lens atteint pour la deuxième fois la finale de la Coupe de France. Face à l'AS Saint-Étienne, club mythique aux sept titres de champion, les lensois se défendent bien, mais les Verts finissent par s'imposer sur le score de deux buts à zéro, grâce notamment à une reprise de volée d’anthologie de Jean-Michel Larqué.

### Un club devenu européen
Mais cette défaite permet au Racing d'écrire un chapitre important dans son histoire : celui concernant la Coupe d'Europe. En effet, Saint-Étienne ayant réalisé le doublé coupe - championnat, la place européenne réservée au vainqueur de la Coupe de France lui est reversée. Lens, lors de la saison 1975-1976, participe à sa première Coupe d'Europe, celle concernant les vainqueurs de coupes. Les premiers adversaires du Racing sur la scène européenne sont les Irlandais de Home Farm Dublin. Bénéficiaire d'un match nul lors de la rencontre aller et pour son premier déplacement européen officiel, Lens balaye Home Farm à domicile sur le score de six buts à zéro. Au tour suivant, les lensois s'inclinent fort logiquement contre les Hollandais d'ADO La Haye. Le retour au championnat est difficile, et Lens sauve sa place dans l'élite lors des dernières journées.
Lens continue sa progression, et après avoir terminé deuxième du championnat derrière Nantes, se qualifie pour la Coupe UEFA. Il élimine Malmö FF au premier tour, puis doit affronter la grande Lazio Rome au tour suivant. Défaits à l'aller au Stadio Olimpico (2-0), les espoirs sont minces pour la formation nordiste. Mais porté par un public surchauffé et un grand Didier Six, Lens humilie le club italien, inscrivant quatre buts lors des prolongations (2-0 au terme de la rencontre, puis 6-0 après les trente minutes de prolongation). Après ce véritable exploit, Lens est éliminé par les Allemands de l'Est de Magdebourg.
Malheureusement, le retour à la réalité française est compliqué, et comme pour sa première expérience européenne, Lens ne parvient pas à élever son jeu en championnat. Pire, le club redescend une nouvelle fois en seconde division, cinq ans après l'avoir quitté. Après un passage d'un an dans l'antichambre du championnat, Lens retrouve petit à petit son niveau européen, avec Roger Lemerre, Gérard Houllier puis Joachim Marx aux commandes.
En Coupe UEFA, en 1984, le club affronte trois clubs belges. Après avoir éliminé plus ou moins facilement La Gantoise et Anvers, le Racing bute sur Anderlecht, tenant de cette coupe, malgré un but mémorable inscrit à Bollaert grâce au lancé d'un projectile sur le ballon, lors d'une passe en retrait vers le gardien belge Jacky Munaron. Au retour, les lensois s'inclinent un but à zéro, et laissent les Bruxellois filer vers la finale. En 1987, la participation à la Coupe UEFA s'achève dès le premier tour, après une défaite face à Dundee United, futur finaliste de la coupe.

## L'arrivée de Gervais Martel et l'apogée du Racing (1988-2007)

### Une mise en route difficile
Tout jeune européen, le club aura donc fêté en beauté ses 80 ans d'existence. À l'opposé de ces bons résultats sportifs, la situation financière est plus difficile. Plusieurs grands noms du club, tels que Philippe Vercruysse ou Daniel Xuereb, quittent le RC Lens, qui désire survivre au plus haut niveau. Cependant, l'effectif lensois, orphelin de Gérard Houiller parti vers le club de la capitale, n'arrive pas à retrouver le niveau des précédentes saisons. Les résultats ne sont donc plus au rendez-vous. En 1988, Arnold Sowinski remplace Marx, et a pour mission de sauver le club de la relégation. Après avoir acquis le maintien in extremis, la saison suivante est tout aussi compliquée. Le 21 août, le président Jean Honvault, présent au club depuis 1986, remet sa démission, alors que le RC Lens est lanterne rouge de première division.
Trois jours plus tard, un jeune chef entreprise de la région arrive à la tête du Racing Club de Lens : il s'agit de Gervais Martel, fondateur de l'hebdomadaire Le Galibot, et qui sera secondé par Serge Doré. Le club va peu à peu se muer en entreprise et s'ouvrir aux investisseurs. Le public se mobilise derrière le projet, et même si les résultats sportifs ne sont pas encore ceux des plus grandes années, on sent le club sur la pente ascendante. Pour son arrivée dans le monde du football, Martel ne parvient pas à sauver le club, qui replonge en seconde division.
Pour remonter la saison suivante, le nouveau président nomme à la tête de l'équipe Arnaud Dos Santos, ancien footballeur picard. Après avoir échoué très loin du leader rennais lors de la saison 1989-1990en terminant 8e, le natif de Beautor est maintenu dans sa fonction d'entraîneur.
En 1991, la saison démarre très difficilement. Lens est dernier après 7 journées de championnat. Puis survient le déclic, Lens aligne 18 matchs sans défaites. Finalement Lens termine second derrière Le Havre. Cette place est synonyme de pré barrage face au troisième du groupe A, le Valenciennes FC. Après une courte victoire un à zéro, Lens affronte Strasbourg pour le Barrages de D2. Grâce à un bon résultat à la Meinau (1-1) et la confirmation au retour (3-1), Lens joue sa place parmi l'élite contre Toulouse, avant-dernier de D1 (Sochaux 18e ayant été repêché à la suite de la rétrogradation de Bordeaux par la DNCG). Poussés par un public venu faire stade comble lors du match retour malgré la claque pris à l'aller (0-4), les lensois ne parviennent pas à remporter la double confrontation, et donc se dirigent vers une nouvelle année de purgatoire.
Mais après Bordeaux, c'est au tour de Nice et de Brest qui étant déficitaires budgétairement sont relégués administrativement par la DNCG à la fin de la saison, laissant leur place en première division à Lens et Rennes (dernier de D1, finalement repêchés). Martel s'investit donc pour maintenir le club, et fait venir de nouveaux joueurs au Racing, comme Bernard Lama de Brest ou encore Frédéric Meyrieu de Toulon.
L'engouement autour du club est de plus en plus fort. Pour son retour en première division, le record d'affluence à Bollaert est battu le 15 février 1992, face à l'Olympique de Marseille. Ce soir là, 48 912 personnes viennent assister à la belle victoire de leur club deux buts à un, face au leader et futur champion de France. Au terme de cette saison, Lens atteint la première partie de tableau. En 1993, Lens est en position de relégable jusqu'au mois de décembre, totalisant deux victoires pour sept défaites. Gervais Martel décide donc de se séparer de Dos Santos, et choisit Patrice Bergues, nordiste de cœur et supporter lensois depuis son enfance, qui connaît qui plus est très bien le club, étant tout à tour entraîneur des cadets puis responsable du centre de formation.
Avec Bergues, l'opération sauvetage réussit au club, qui termine en beauté sa deuxième saison de suite dans l'élite. Présent de 1992 à 1996, il donne un nouveau souffle au club, qui sous ses ordres atteint une demi-finale de Coupe de France en 1994, éliminant le tenant du titre parisien chez lui en quarts de finale, mais s'inclinant face à Montpellier au tour suivant, puis remporte la Coupe estivale, ancêtre de la Coupe de la Ligue, en 1994. Lens joue le haut de tableau, et termine deux fois de suite à la cinquième position, en 1995 et en 1996. L'aventure européenne reprend donc durant cette période, et les lensois continuent à faire rêver leurs supporters. En effet, pour leur retour à la compétition, les Sang et Or inscrivent treize buts face aux Luxembourgeois de l'Avenir Beggen, en 32e de finale de la Coupe UEFA.
En 1996, les arrivées de Tony Vairelles, Marc-Vivien Foé ou Vladimír Šmicer, bourreau du club en Coupe UEFA l'année précédente, donnent un nouvel allant au club, qui vise désormais le podium en championnat. Mais ces belles ambitions s'estompent lorsque Patrice Bergues est appelé en équipe de France des moins de 16 ans. Appelé par défaut, Slavo Muslin, après un premier mois magnifique, ne parvient pas à prendre la succession de Bergues, et est après une énième défaite débarqué le 11 mars 1997.
Roger Lemerre arrive donc en cours de saison, et parvient à maintenir le RC Lens, qui retombe dans ses difficultés de début de décennie.

### «Le vent du Nord souffle sur la France»
À la veille de la saison 1997-98, le club subit de nombreux changements, que ce soit dans son organigramme dirigeant ou sur le plan structurel. Roger Lemerre est comme Bergues quelques années plus tôt appelé en équipe de France, qui se prépare à disputer la Coupe du monde sur ses terres. Pour cette compétition importante, le stade Bollaert a été choisi pour accueillir plusieurs rencontres, dont un huitième de finale. C'est donc en toute logique que les travaux pour sa rénovation s'achèvent, le Racing pouvant désormais se targuer de posséder un stade moderne, et digne de ses ambitions. Au poste d'entraîneur, c'est Daniel Leclercq qui est appelé, lui qui la saison précédente avait été demandé par Lemerre pour l'adjoindre.
Vont suivre alors des joueurs confirmés, comme le Yougoslave Anto Drobnjak de Bastia, fort de ses 18 réalisations en 1997, ou le bordelais Stéphane Ziani, finaliste par trois fois de coupes nationales. Ces pointures du championnat étaient convoitées par plusieurs clubs français et européens.
Dès le début de saison, les lensois se distinguent par leur jeu ultra offensif, qui leur permet de remporter de grandes affiches comme face à Auxerre (3-0) ou Marseille (3-2, avec un triplé de Drobnjak), mais aussi de céder face à de plus modestes formations (Guingamp, Châteauroux).[réf. nécessaire]
Mais petit à petit, les lensois prennent la tête du classement. Lors du choc opposant les deux prétendants au titre, Lens dispose de Metz sur le score de deux buts à zéro. En plus de dominer le championnat de France, les Sang et Or atteignent la finale de la Coupe de France, face au bourreau parisien. En effet, les hommes de Ricardo battent, comme quelques mois auparavant lors de la demi-finale de la Coupe de la Ligue, les lensois de Leclercq, pour la première finale de l'histoire disputée au tout nouveau stade de France.
Après avoir repoussé l'échéance lors de l'avant-dernière journée, les messins peuvent encore retourner la situation. Opposés à distance, Lens n'a besoin que d'un point pour assurer son sacre, alors que Metz doit compter sur une défaite de Lens contre Auxerre et battre l'Olympique lyonnais à Saint-Symphorien. À la mi-temps des deux rencontres, c'est Metz qui repasse en tête, grâce à un but de Lamouchi pour l'AJA. Mais comme un symbole, c'est le jeune Yoann Lachor, pur produit de la formation lensoise, qui égalise à la 53e minute au stade de l'Abbé-Deschamps, alors bouillonnant et acquis à la cause du Racing. Au terme d'un match haletant, Lens est officiellement champion de France pour la première fois de son histoire, grâce à une meilleure différence de buts (+25 contre +20 pour Metz). La nuit est chaude du côté de Lens : plus de 30 000 personnes se rendent à Bollaert pour fêter le premier titre majeur du club, 92 ans après sa création.
Toujours sous la direction du « Druide », Lens va en 1999 remporter un nouveau titre, au terme d’un excellent parcours en Coupe de la Ligue. Finaliste malheureux, Metz s'incline de nouveau contre les Sang et Or, à la suite d'une somptueuse reprise de volée du Maubeugeois Daniel Moreira, qui offre aux nombreux supporters présents un deuxième titre national en deux ans : « Quelle fin de siècle ! ». Notons également le parcours probant du club en Ligue des champions, qui pour sa première participation dans cette nouvelle compétition européenne termine 2e (devançant Arsenal aux confrontations directes) de son groupe, composé du Dynamo Kiev, du Panathinaïkos et d’Arsenal. De plus, Lens devient le premier club français à gagner dans le mythique stade de Wembley, grâce à Mickaël Debève qui inscrit le seul but de la rencontre. Lens rate la qualification face à Kiev lors du dernier match. Vairelles est suspendu à la suite d'une simulation de Dixon lors du match face à Arsenal. Après 5 minutes de jeu, Dehu est expulsé. Lens s'écroulera en seconde mi-temps (1-3) devant son public.

### De grandes déceptions pour le nouveau siècle

#### Aux portes d'une finale européenne
Aux manettes d'un club en euphorie, Daniel Leclercq entame la saison 1999-00 avec de nombreuses certitudes. Mais sur le terrain, les résultats sont tout autres, et Lens ne décroche que 8 points sur 24 possibles. Dans la zone de relégation, Lens fait donc appel à François Brisson à l'automne 1999. Sous sa direction, le Racing favorise le championnat et la coupe d'Europe au profit des deux coupes nationales, ce qui lui permet une nouvelle fois à se maintenir parmi l'élite. Engagés en Coupe UEFA, les hommes de l'ancien international français écartent toutes les équipes présentes sur leur passage. Après avoir battu difficilement le Maccabi Tel-Aviv, puis le Vitesse Arnhem, le FC Kaiserslautern grâce à un match retour somptueux (victoire 4-1 au Fritz-Walter-Stadion), l'Atlético de Madrid et enfin le Celta Vigo, les lensois affrontent leur histoire et Arsenal en demi-finale. Sur fond de revanche pour les Gunners, Lens s'incline 1-0 à Highbury, n'ayant pas démérité sur l'ensemble du match. Pris de court en début de rencontre, Lens tente à maintes reprises de revenir au score, mais échoue sur le grand Seaman et sur son montant, Pascal Nouma étant tout prêt d'inscrire l'un des buts les plus importants de l'histoire du club. Au match retour, les espoirs lensois disparaissent à la suite du but de Thierry Henry inscrit juste avant la pause. Malgré l'égalisation de Nouma, justement, les attaques lensoises portées par l'ensemble des joueurs ne portent pas leurs fruits. Avec une défense laissée à l'abandon, Kanu n'éprouve pas de grandes difficultés à battre un Warmuz pourtant au sommet de sa forme. Lens s'incline donc deux buts à un, et dit adieu au Parken Stadium de Copenhague, laissé aux joueurs d'Arsène Wenger.

#### À quelques centimètres d'un nouveau sacre national
Passés du chaud de l'aventure en Ligue des champions au froid de la défaite d'Highbury, les lensois entament la nouvelle saison avec un nouvel entraîneur, en la personne de Rolland Courbis. Avec cet entraîneur expérimenté, passé par Bordeaux et Marseille, la direction veut rendre la pareille à ses supporters, toujours présents dans les moments difficiles des années précédentes. Mais ce sont ces derniers, trouvant l'entraîneur sudiste trop lointain et pas assez impliqué dans leur club (Courbis délaisse en effet la Coupe Intertoto, disputée selon Martel pour le public Sang et Or), qui poussent le président à changer une énième fois d'entraîneur le 8 février 2001, après avoir subi cinq défaites d'affilée. Comme à son habitude, le président lensois choisit un homme de la maison : Georges Tournay. Treizième à ce poste en treize ans justement, Tournay réussit à maintenir la formation lensoise en milieu de tableau. C'est donc avec le sentiment d'avoir gâché le potentiel de l'équipe, qui à l'origine avait pour objectif de batailler avec Lyon et Paris dans le haut du classement, que le RC Lens se prépare pour la saison 2001-02, espérant accrocher le bon wagon pour pourquoi pas sortir de la déception des précédentes saisons.
Pour sa onzième année en première division, Lens fait appel à un entraîneur correspondant à son image, discret et travailleur, qu'il avait connu en tant qu'adversaire lors de ses illustres années : Joël Muller. Avec un recrutement modeste mais solide, établi par l'ancien messin, le RCL se prépare à vivre une année de transition. Le club commence la saison sur les chapeaux de roues, étant victorieux face à l'OL ou encore face au champion en titre nantais. Les joueurs redonnent du plaisir aux supporters, avec de larges succès obtenus à domicile (3-0 contre Sochaux, 7-0 face à Bastia). À la lutte pour la première place, Lens est en tête la plupart du temps. Juste avant la trêve, et après une victoire prestigieuse acquise au Stade Vélodrome face à l'Olympique de Marseille, le Racing compte huit points d'avance sur l'autre Olympique, celui de Lyon. Mais le club redoute le départ de ses quatre cadres (El-Hadji Diouf, Lamine Sakho, Ferdinand Coly et Pape Sarr) pour la Coupe d'Afrique des nations, malgré son avance confortable obtenue avant Noël. Mais contrairement aux peurs des dirigeants et du public lensois, c'est l'après CAN qui est difficile. Lens perd en effet des points contre des équipes de calibre inférieur, et voit son avance diminuer. En tête depuis la 11e journée, le Racing aborde la dernière rencontre avec un point de plus que son dauphin lyonnais. Et pour la première fois dans l’histoire du championnat de France, le titre se joue directement entre les deux prétendants, au stade de Gerland. Face à une équipe invaincue chez elle, Lens rentre mal dans son match, à l’image de son gardien qui se montre coupable d’une grossière faute sur le premier but lyonnais. Puis mené par deux buts d’écart, les lensois se montrent dangereux devant la cage de Grégory Coupet, et inscrivent un but fort logiquement par l’intermédiaire de Jacek Bąk, à la 26e minute. De retour des vestiaires, le pressing est de plus en plus important, et donne à Daniel Moreira, meilleur buteur du club durant cette saison, l’occasion face au portier adverse d’égaliser, et donc de reprendre le titre provisoirement. Mais à l’image de cette action ratée, Lens doit se résigner à laisser filer le trophée à son adversaire d’un soir, qui par la suite ne le lâchera plus et marquera l’histoire du football français.

#### Des échecs syn. et pré européens
Malgré avoir manqué le titre d'un cheveu, Lens peut néanmoins voir son avenir sereinement, grâce à la qualification pour la Ligue des Champions, bon atout sportif mais aussi économique. Disposant d'un tout nouvel outil, La Gaillette, centre de formation inaugurée le 10 octobre 2002, les lensois se lancent dans cette saison 2002-03, avec de nouveaux joueurs comme Song, Keita et Bakari, venu remplacer El-Hadji Diouf, ayant cédé aux appels de Liverpool. Le début de saison est assez bon, mais le départ du Sénégalais se fait ressentir en attaque, qui ne peut pas compter sur l'ancien buteur lillois, inefficace avec sa nouvelle équipe. Placé dans un groupe très costaud, à la faveur d'un coefficient UEFA faible (le Racing occupant la 57e place européenne), Lens côtoie en Ligue des Champions le grand Milan AC, le vice-champion d'Espagne Deportivo La Corogne et le non moins célèbre Bayern Munich. Alors que de nombreux spécialistes voient déjà Lens à la dernière place de ce groupe G, les nordistes répondent présents au niveau physique, et accrochent à la surprise générale les grands favoris. Pourtant à la traîne en milieu de phase, Lens remporte deux de ses trois derniers matches, contre le Deportivo et Milan à domicile. Troisième du groupe, après un match nul épique obtenu à l'Olympiastadion de Munich, Lens se replonge dans le championnat, avec dans la poche la qualification pour les seizièmes de finale de la Coupe UEFA. Grâce à leur bonne défense (la 2e plus solide du championnat), les lensois limitent les dégâts, et ressortent de la majorité de leurs rencontres avec le point du nul (15 au total). Reversé face au FC Porto en UEFA, Lens sort par la petite porte, concédant un 3-1 au cumulé des deux matches. Terminant 8e au classement de Ligue 1, Lens peut se consoler grâce aux deux coupes européennes, quittées face aux deux futurs vainqueurs des deux épreuves. Surprise même en fin de saison, Lens, qualifié dans un premier temps pour la Coupe Intertoto, disputera l'année prochaine la Coupe UEFA, grâce au classement européen du fair-play.
Toujours à la tête de son équipe, Joël Muller aborde la saison 2003-04 avec certains objectifs, dont celui de conforter sa place de prétendant européen. Enchaînant les résultats décevants, Lens ne réalise que quelques coups d'éclat (victoire face à Marseille, au Parc contre Paris), mais peine face à des équipes supposées inférieures. Ce constat est le même en Coupe UEFA, où les lensois sortent humiliés de la double confrontation face au modeste club turc du Gaziantepspor, quatrième de son championnat la saison précédente, et qui les sortent au deuxième tour de la compétition sur le score de six à un. Le parcours dans les coupes nationales est tout aussi pénible, Lens s'inclinant face à Dijon, club de National, et Sochaux, recevant une claque à Bollaert de la part des Lionceaux (4-0). Perdant le contact des cinq premiers, Lens doit se résigner à jouer le milieu de tableau, et finit une nouvelle fois à la huitième place. Qualifié de nouveau en Intertoto, le club décide finalement de ne pas disputer la compétition, et espère enfin réaliser une saison correcte parmi l'élite.
Avec un recrutement intéressant, composé des arrivées de joueurs expérimentés comme Nicolas Gillet, Jérôme Leroy ou Éric Carrière, Lens commence sa saison 2004-05 sur les chapeaux de roue. Mais en tête dès la 3e journée, Lens ne parvient plus à gagner, enchaînant douze rencontres sans victoire. Flirtant avec la zone de relégation, Gervais Martel confirme pourtant Muller à son poste, lui qui n'hésitait pas auparavant à changer d'entraîneur lorsque celui-ci ne parvenait pas à mener son équipe vers la victoire. Après un bref sursaut d'orgueil, Lens rechute en début d'année 2005. S'en est trop pour Martel qui, après une énième défaite concédée face à Saint-Étienne en Coupe de France à Bollaert (lourd succès 3-0), remplace l'ardennais par Francis Gillot, qui entame là sa carrière d'entraîneur de haut niveau. Pour son premier match à la tête du Racing, l'« effet Gillot » ne se fait guère ressentir, Lens s'inclinant à domicile contre Caen, club promu. La suite est beaucoup plus glorieuse, Lens remportant plus de la moitié de ses matches, et s'approchant des places qualificatives à la Coupe d'Europe. Mais une défaite contre Bastia lors de l'avant-dernière journée met fin aux derniers espoirs de Coupe UEFA. Lens termine donc à la septième place, et se qualifie pour la troisième fois d'affilée pour la Coupe Intertoto.
Reprenant la compétition très tôt avec l'Intertoto, le 3 juillet 2005 exactement, Lens entre parfaitement dans sa saison, remportant sa première compétition européenne très facilement après huit matches sans défaites, conclue par une dernière victoire à Bollaert face à Cluj. Qualifiés pour la Coupe UEFA, les hommes de Gillot débutent également parfaitement le championnat, avec notamment un large succès 7-0 sur Auxerre obtenu à la maison. Mais paradoxalement, c'est après ce match que Lens n'arrive plus à avancer, concédant huit matches nuls de suite. Renouant avec la victoire contre Toulouse, Lens finit en beauté l'année 2005, se plaçant avant la trêve à la deuxième place, loin derrière Lyon (12 points d'écart), en n'ayant perdu qu'une seule fois, lors du match d'ouverture. De plus, le Racing accède quelques jours plus tôt aux seizièmes de finale de la Coupe UEFA, grâce à un but d'Issam Jemâa, recrue estivale de Lens, inscrit à la 92e minute de jeu du match contre la Sampdoria. Parfaitement lancé dans une première moitié de saison 2005-06 très réussie, Lens assiste cependant, médusé, au départ de l'un de ses cadres, Jérôme Leroy, parti pour les dollars du Betar Jérusalem de Luis Fernandez, entraîneur qu'il avait connu sous les couleurs du PSG. Désorienté dans son entrejeu, Lens connaît deux mois catastrophiques, marqués par quatre défaites et trois matches nuls. En Coupe d'Europe, Lens s'effondre face à l'Udinese, club pourtant à sa portée et à la peine en Serie A. Mais Lens se reprend finalement dans le dernier quart du championnat, et revoit ses ambitions à la hausse. Sixièmes avant la dernière journée, les lensois peuvent encore espérer décrocher une place qualificative pour la Coupe UEFA, étant à un et deux points respectivement de Rennes et de Marseille. Mené 1-0 par Nantes, Lens renverse le match, qu'il finit par remporter sur le score de trois buts à un. Toujours sur le terrain après la fin de match, les lensois assistent à l'égalisation de Lille face à Rennes (84e), et à celle de Bordeaux sur Marseille (88e), qui leur permettent de se qualifier sur le fil et la différence de buts pour la C3.

## De nouvelles difficultés sportives et financières (2007 - 2020?)

### Des portes de la ligue des champions à la descente en ligue 2
Lors de la saison 2006-07, les Sang et Or effectuent un début de saison mitigé, marqué surtout pour les supporters par la déroute subie face au voisin lillois 4-0. Malgré ce coup de massue, Lens se reprend, et monte sur le podium après la 13e journée. C'est sur ce podium que les lensois passent tout le reste de la saison.
Le dernier jour du mercato hivernal, le brésilien Jussiê est prêté à la surprise générale à Bordeaux malgré son statut de joueur important. La confortable avance sur ses poursuivants se réduit progressivement durant toute la seconde moitié de la saison. Troisièmes avant leur déplacement sur le terrain de Troyes, les lensois ont toutes les cartes en main pour se qualifier pour la Ligue des Champions. Devant 1 841 supporters lensois ayant fait le déplacement, le Racing est calamiteux dans le jeu, encaissant pas moins de trois buts en première mi-temps face à un adversaire pourtant déjà relégué en seconde division. Sans envie, Lens s'incline fort logiquement, et recule à la 5e place du classement, ce qui provoque la colère de son public. Quelques jours plus tard, Francis Gillot remet sa démission à Gervais Martel, démission sans doute provoquée par la non-participation du club à la Ligue des champions.
Le 5 juin 2007 dans la matinée, la signature de Guy Roux est annoncée pour remplacer cette démission. Le 27 juin, la Ligue de football professionnel refuse ce contrat. Le Racing Club de Lens fait appel, mais prépare peut-être le choix d'un nouvel entraîneur si cette décision est entérinée. Le 11 juillet finalement, le Comité national olympique et sportif français accepte la prise de fonctions de l'entraîneur "au bonnet", appelé ainsi en raison du bonnet qu'il porte éternellement. Entraîneur expérimenté, il emmène dans ses bagages Kanga Akalé et Bonaventure Kalou, et convainc des joueurs tels que Julien Sablé ou Vedran Runje de renforcer son effectif. Malgré la qualité non négligeable du groupe lensois, le début de saison est médiocre (2 points en 4 matches), ce qui amène l'entraîneur bourguignon à proposer sa démission au président Martel, le 23 août, qui l'accepte deux jours plus tard à la mi-temps de la rencontre Strasbourg - Lens
C'est alors Jean-Pierre Papin qui prend le relais, et qui commence avec un net succès 5-1 contre les Young Boys de Berne en Coupe UEFA, le 30 août. Lens se fera éliminer au premier tour de cette coupe par le FC Copenhague. Le club est déjà en difficulté en championnat, enchaînant défaites et matches nuls, avec un jeu dont la faiblesse inquiète.

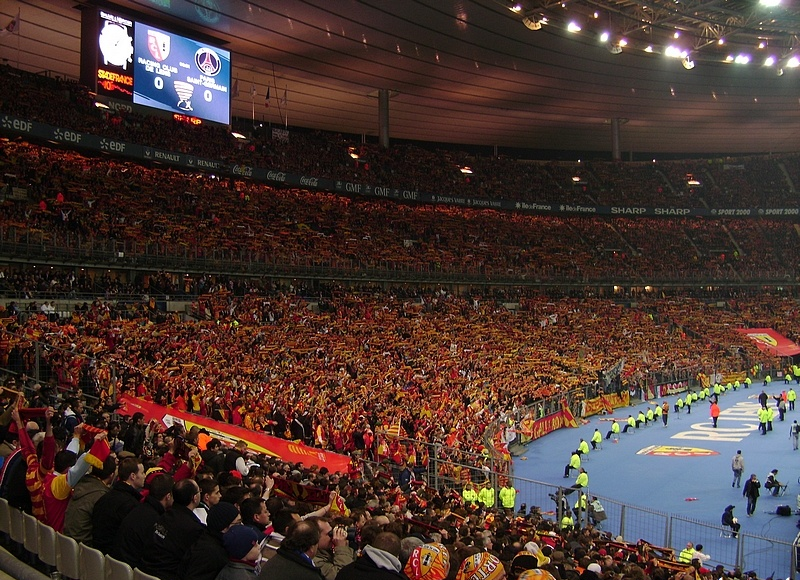
Public lensois lors de la finale.

À la mi-saison, le Racing est 18e et relégable avec un match retard, la dernière rencontre de l'année face au rival lillois ayant été reportée. Le 9 janvier 2008, après l'élimination de Lens face à Niort en Coupe de France, Daniel Leclercq revient au RC Lens en tant que directeur sportif pour soutenir l'entraîneur en place, sans expérience en Ligue 1, et tenter de maintenir le club dans l'élite après une première partie de saison très difficile.
Leclercq connaît son premier match sur le banc aux côtés de JPP lors du match Lens - Nancy, qui voit le Racing se qualifier en demi-finale de la Coupe de la Ligue. En championnat, Lens redresse la barre, avec notamment un succès face au champion lyonnais 3-0, qui permet au Racing de sortir de la zone des relégables. Par la suite, Lens se qualifie pour la finale de la compétition en battant Le Mans cinq buts à quatre, vainqueur en toute fin de prolongation grâce à un but de Sidi Keita (119e minute).
Lors de la finale, le Racing manque son début de match, et encaisse un premier but. Au retour des vestiaires, Lens appuie sur l'accélérateur, et inscrit le but de l'égalisation par Éric Carrière. Après plusieurs actions qui auraient pu voir les Sang et Or prendre l'avantage (poteau de Monterrubio, tête de Maoulida, frappe de Demont), Paris se voit accorder un pénalty litigieux par l'arbitre, Laurent Duhamel, et le transforme à moins de 30 secondes du terme de la partie.
Après 17 années consécutives passées en Ligue 1, Lens est relégué en deuxième division, terminant à la 18e place du championnat consécutivement à un match nul contre Bordeaux (2-2) lors de la dernière journée de l'exercice 2007-08. Cette saison restera l'une des plus noires de l'histoire du club, conjuguant une finale perdue, l'insulte d'une banderole déployée par les ultras du Kop of Boulogne du PSG lors de la finale de la Coupe de la Ligue et une relégation dans la division inférieure.

### L'illusion d'un nouveau maintien à long terme en Ligue 1 et le début des difficultés financières
Le Racing Club de Lens version 2008-09 a devant lui un grand défi à relever : la remontée en Ligue 1. Pour cela, le président Gervais Martel fait appel à son ancien capitaine champion de France en 1998, Jean-Guy Wallemme, pour prendre les commandes du club. Wallemme emmène avec lui plusieurs anciens de la maison, comme Christophe Delmotte ou Michel Ettore. Bien renforcé durant l'intersaison, Lens se montre à la hauteur de ses objectifs. Des éléments rompus aux joutes de Ligue 2 doivent permettre à Lens de retrouver rapidement l'élite. Un temps partants, Kovačević, Sablé et Dindane restent finalement fidèles au club. Ils sont rejoints par les expérimentés Chelle, Doumeng, Roudet, Yahia et les nouveaux Veselinović et Dejan Milovanović.
En début de saison, ce groupe ambitieux permet à Lens de toujours faire partie du trio de tête, en compagnie de Boulogne-sur-Mer et de Strasbourg. De bonnes raisons de croire en la remontée pour les supporteurs lensois, toujours fidèles à leur club avec 18 838 abonnés et une moyenne de 28 360 spectateurs. Avançant petit à petit vers son objectif principal, le Racing ne lâche pas le podium sur lequel il est monté lors de la 7e journée, et cela malgré quelques petites fausses notes.
Le 15 mai 2009, malgré une défaite à Brest, Lens assure sa montée en Ligue 1. La défaite (1-0) à Dijon lors de la dernière journée n'empêche pas le quatrième titre de Champion de France de Ligue 2 de l'histoire du Racing. Cette journée est également marquée par l'accession de l'équipe de Boulogne-sur-Mer en Ligue 1. Quatre clubs nordistes évolueront au sein de l'élite durant la saison en 2009-2010.
Mais le passage en L2 a nettement affaibli les finances du club, qui est contraint de réaliser un recrutement minimal (seul le brésilien Eduardo arrive). La saison se déroulera sans éclat, mais hormis une alerte en octobre, le club s'éloigne de la zone de relégation pour terminer à la 11e place. De plus, les Lensois atteignent les demi-finales de la Coupe de France mais doivent s'incliner face à Monaco.
À nouveau, la saison 2010-2011 est placée sous le signe de l'austérité. Seul Grégory Sertic vient renforcer l'effectif qui souffre de plusieurs départs, dont celui de Kévin Monnet-Paquet. Dès le mois de septembre, le club s'installe dans la zone de relégation et ne parvient pas à en sortir. Le 20 janvier, Gervais Martel décide de se séparer de Jean-Guy Wallemme, qui est remplacé par László Bölöni. Mais hormis un succès lors de son premier match face à Caen, Lens s'enfonce dans le classement. Après une nouvelle défaite à domicile face à Lorient fin avril, Lens reste sur 13 matchs sans victoire et se retrouve à 8 points du premier non relégable. La descente est officialisée au soir d'un match nul à Monaco (1-1).
En Ligue 2, c'est Jean-Louis Garcia, ex-entraîneur angevin, qui est choisi pour diriger l'effectif lensois. Mais à cause d'un recrutement trop discret et des départs de jeunes joueurs comme Raphaël Varane ou Serge Aurier (à la mi-saison), Lens renonce bien vite à ses espoirs de remontée. Se plaçant dans la zone de relégation au début de la saison, l'équipe parvient à en sortir mais doit faire une croix sur son objectif de début de saison. Les victoires étant généralement suivies de défaites, Lens se place dans le ventre mou du classement. À quelques journées de la fin, le RCL, battu par Metz et Le Mans (qui luttent pour le maintien), se retrouve à nouveau en danger. Finalement, le club sauve sa place en Ligue 2 lors de la 37e journée et termine à la douzième place.

### La présidence "par intérim" de Luc Dayan et du Crédit Agricole
Ne parvenant pas à racheter ses parts, Gervais Martel n'est plus majoritaire au sein du Racing Club de Lens. Le 2 juillet 2012, lors du conseil de surveillance, il est annoncé que le Crédit agricole est désormais actionnaire majoritaire du club. Gervais Martel remet sa démission et Luc Dayan est intronisé président, tandis qu'Antoine Sibierski est nommé directeur sportif en lieu et place de Jocelyn Blanchard. Gervais Martel est ainsi contraint de quitter le club après 24 années de présidence.
Malgré des matchs amicaux prometteurs (comme la victoire 1-0 face au champion danois, le FC Nordsjælland), Lens retourne dans ses travers au lancement de la saison 2012-2013. En septembre, et à la suite d'une sévère défaite 4-0 à domicile face à l'AS Monaco, Jean-Louis Garcia est démis de ses fonctions, remplacé par Éric Sikora, qui avait été champion de France avec les U17. Malgré une nouvelle déconvenue à Nantes, Lens semble se ressaisir et accroche la première partie du classement à la suite de sa victoire 1-0 contre le CS Sedan. Les artésiens commencent alors une série de matchs sans défaites, mais finissent par stagner à cause des matchs nuls. Par deux fois, l'équipe revient au score 2-2 alors qu'elle était menée 2-0 (contre le HAC et le FC Istres). La série de matchs sans défaites prend fin à Dijon (2-1) mais la série de matchs sans victoires en championnat (depuis fin novembre) s'arrête également au match suivant, 2-0 contre le GFCO Ajaccio le 1er février. Les Artésiens vont ensuite manquer ce qui semble être la dernière occasion de remonter dans la course à la montée en perdant 3 matchs importants dans les dernières minutes (Angers, Monaco et Nantes). Les victoires 4-3 contre Châteauroux et 1-0 contre Auxerre permettent cependant au racing de mener une fin de saison tranquille, alors que se dessine un nouvel objectif : la coupe de France. En effet, les sang et or éliminent les voisins armentiérois et le club des Lilas (DH) pour créer l'exploit contre le Stade rennais (2-1). Le Stade bordelais et Épinal (qui avait éliminé Lyon et Nantes) sont à leur tour victimes des nordistes. Lens se retrouve petit poucet, seul club en dessous de la Ligue 1 en quart de finale de coupe de France. Les sang et or, privés de ses deux meilleurs buteurs Pierrick Valdivia et Yoann Touzghar, sont défaits à domicile par les Girondins de Bordeaux 2-3, dans un stade à guichets fermés. Toujours en quête d'un investisseur, le racing est alors en route pour passer une fin de saison relativement calme.

### Le retour deGervais Martelet l'arrivée d'Hafiz Mammadov: l'espoir puis la peur

#### La remontée en ligue 1 grâce à des investissements importants
Après une fin de saison difficile, Luc Dayan, après de nombreuses rumeurs, admet que Gervais Martel est l'Homme qui reprendra le racing. Ce dernier a retrouvé des fonds en Azerbaïdjan, grâce à Hafiz Mammadov, un homme d'affaires dirigeant une grande société d'hydrocarbures et de transports, ainsi que le FK Bakou. En échanges de certaines conditions (sponsor « Azerbaïjan, Land of fire » sur le maillot, le drapeau de l'Azerbaïdjan doit flotter sur Bollaert, les installations pourront être utilisées par des Azéris...), le milliardaire accepte de rembourser les dettes du racing et injecte suffisamment de fonds (une vingtaine de millions d'euros) pour pouvoir recruter. Symbole de l'ambition retrouvée, Antoine Kombouaré arrive au poste d'entraîneur. Malgré l'arrivée tardive de l'entraîneur et des recrues, les Artésiens s'installent dans le haut de tableau et ne cachent pas leur objectif de retrouver la ligue 1. Si les lensois ne quittent plus le podium après octobre, tout n'est pas simple : Lens pêche dans la régularité, et alors que la première partie de saison voit le RCL prendre beaucoup de points à domicile, les lensois se montrent meilleurs à l'extérieur en 2014 mais pêchent à Bollaert-Delelis. 2014 est aussi marqué par un parcours en coupe de France, ou le Racing, après avoir battu des équipes amateurs, se joue du SC Bastia, puis de l'Olympique lyonnais à Gerland. Malgré la ferveur des supporters, la sévère défaite 6-0 à Monaco ramène à l'équipe les pieds sur terre. Après une victoire importante face à Niort, le Racing perd de l'avance et enchaîne trop de matchs nuls, dont Nancy et Angers, et également une mauvaise défaite à Caen. Les Lensois retrouvent enfin confiance en écrasant Istres (6-1) et semblent avoir bouclé les suspens, mais l'équipe de Brest joue les troubles-fête pour le dernier match de l'année à domicile en s'imposant 1-0. Les Artésiens jouent alors, bien qu'en position encore favorable au classement, leur saison sur un match. Chez le CA Bastia, les hommes d'Antoine Kombouaré ne tremblent pas et s'imposent 2-0, laissant enfin la joie des supporters exploser. Profitant du match nul de Caen à Dijon, Lens termine deuxième et retrouve la Ligue 1.

#### Une nouvelle désillusion et le spectre d'un dépôt de bilan
Mais l'euphorie provoquée par la montée retombe bien vite. Gervais Martel montre des difficultés devant la DNCG : le club est interdit de monter en ligue 1, et, malgré la confiance du président lensois, c'est le même verdict qui est rendu en appel. Le club saisit le CNOSF et obtient un avis favorable de sa part, puis la FFF accepte de réintégrer le club en ligue 1. Cependant, la DNCG interdit le club de recruter mais aussi de prolonger des contrats : les prolongations de Alaeddine Yahia, Samuel Atrous et Benjamin Boulenger ne s'appliquent pas : les 3 joueurs sont officiellement libres (Yahia s'engage en octobre avec le SM Caen). En cause de tous ces problèmes : des difficultés personnelles d'Hafiz Mammadov, apparemment soumis à de graves problèmes d'argent, faisant qu'il ne peut plus aider financièrement le club. Malgré des promesses incessantes d'arrivées d'argent de la part de Martel, les délais sont sans cesse repoussés et de nouvelles excuses sont évoquées à chaque fois, au grand dam des supporters qui trouvent leur président de moins en moins crédible. La DNCG réclame 4 millions d'euros pour prolonger les contrats, puis 14 millions pour finir la saison. 1,5 million parviennent au mois de septembre, puis 2,5 autres en décembre (apparemment pas de la poche de Mammadov), permettant de faire revenir Atrous et Boulenger. Le Racing a d'autant plus besoin d'argent que son centre de formation est très coûteux et que, ne jouant pas dans son stade en raison des travaux pour l'EURO 2016 mais au modeste (12 000 places ) Stade de la Licorne d'Amiens, le manque à gagner est important, malgré 3 matchs joués dans un Stade de France bien garni. 
Sur le plan sportif, amputé de nombreux éléments par rapport à la saison d'avant (Areola, Tisserand, Salli, Touré, Ljubolja, Yahia...), le Racing possède un effectif rajeuni et réduit, aussi bien en nombre qu'en qualité. La première partie de saison est courageuse : malgré des problèmes évidents à de nombreux postes, les lensois obtiennent des points précieux, se permettant de gagner chez un Lyon alors en difficulté (1-0), mais aussi face à Reims, Toulouse, Metz et Nice. À la trêve hivernale, le club est, miraculeusement, 16e (19 points en autant de matchs), et les supporters tiennent l'entraîneur Antoine Kombouaré comme principal acteur de cette résistance inattendue et admirée par l'ensemble de la presse sportive. Mais la jeunesse lensoise est en surrégime et à la trêve hivernale, alors que les principaux concurrents pour le maintien renforcent leur effectif (notamment Caen qui va s'envoler de sa dernière place), Lens attend des recrues qui n'arriveront jamais. Rapidement éliminé dans les deux coupes nationales, Lens repart au combat en 2015 sur une pelouse de la Licorne catastrophique (en raison des conditions climatiques et de la présence de deux clubs résidents), ce qui détériore encore la condition physique des joueurs. En manque de réussite à Reims ou à Saint-Étienne, ce sont des lensois de plus en plus désabusés par des promesses non tenues qui s'engagent dans une triste série de défaites. Deux débordements du public sont à signaler (face à Metz et à Caen, avec des chants hostiles à l'actionnaire Azéri et des fumigènes), mais bientôt cette colère laisse place à la résignation du public lensois qui, fidèle, va encourager son équipe jusqu'au bout. Un éclair survient au mois de mars lorsque le club gagne de nouveau contre Toulouse (1-0), plongeant ce dernier dans la zone rouge. Mais, Lens est déjà éloigné du 17e et repart ensuite de plus belle dans ses défaites alors que Toulouse finira par se sauver. Lens est officiellement relégué en ligue 2 à 4 journées de la fin et finira par une septième victoire de la saison face au FC Nantes (1-0), portant son total à 29 points.
Pour la saison 2015-2016, le Racing retrouve son stade, d'abord à capacité réduite (32 000 places), et ensuite, à l'hiver, de façon totale (38 223 places). Hafiz Mammadov n'est alors toujours pas disposé à injecter de l'argent, mais en plus de cela, il refuse de céder un seul pour-cent du capital du club. À partir de la, Gervais Martel tente, avec ses avocats, d'écarter l'Azéri du capital du club avec une longue manœuvre judiciaire. Il parvient également à retrouver de l'argent (et à éviter ainsi un dépôt de bilan), d'abord grâce à des pourcentages obtenus sur la vente d'anciens joueurs du RCL (Aurier, Kondogbia, Kakuta), puis en vendant Jeff-Reine Adélaïde et Yassine Fortuné à Arsenal. Il se sépare ensuite de Baptiste Guillaume qui signe au LOSC pour 4 millions d'euros environ. L'organigramme du club est refait, et quelques gros salaires du club partent. Ainsi, de nombreux départs et de nombreuses arrivées de joueurs sont effectuées au mercato d'été 2015. Martel obtient ainsi le maintien du club en L2 auprès de la DNCG, malgré une autorisation de recruter à titre onéreux et un encadrement de la masse salariale, et le club retrouve le stade Bollaert face au Red Star (1-1). L'équipe, toujours menée par Antoine Kombouaré, fait un départ épouvantable en championnat (3 points en 6 match, une défaite à domicile 4-0 face au Havre) mais se redresse progressivement, comblant d'évidentes carences sur le plan offensif par une bonne solidité défensive. À l'hiver les sang et or se rapprochent du podium mais, toujours handicapés par leur attaque, manquent plusieurs fois de monter dessus. Les lensois termineront tout de même 6e et les affluences à domicile auront été bonnes. Cette saison fut également marquée par la croissance exponentielle des interdictions de stade et de déplacement pour les supporters (comme dans de nombreux autres clubs en France). Par ailleurs, les incidents qui ont perturbé la rencontre Le Havre - Lens entre les supporters lensois et les forces de l'ordre sont associés pour beaucoup à la répression montante exercée par les forces de l'ordre lors de plusieurs manifestations à l'échelle nationale. En ce qui concerne la reprise du club, l'homme d'affaires Belge Grégory Macquet a longtemps été le potentiel repreneur du club, mais ses offres de reprise formulées à Hafiz Mammadov ont toutes été rejetées les unes après les autres. Finalement, Gervais Martel est parvenu à entamer une procédure de cession du club sans l'accord d'Hafiz Mammadov et deux nouveaux potentiels repreneurs se sont présentés : L'ivoirien Charles-Kader Gooré qui souhaitait redresser le club avec des fonds omanais et la société Solférino, qui cache derrière elle plusieurs personnalités et une affiliation avec l'Atlético de Madrid. C'est ce deuxième projet qui a été choisi par le Tribunal de commerce de Paris.

### Quatre années supplémentaires dans l'antichambre malgré l'arrivée de nouveaux investisseurs et une stabilité financière retrouvée
Le 23 mai 2016, une conférence de presse est donnée à la Gaillette avec Gervais Martel et Ignacio Aguillo, représentant de la société Solférino. Le projet de reprise y est officialisé. La société Solférino, basée au Luxembourg et menée par 5 investisseurs dont l'espagnol (et parfaitement francophone) Ignacio Aguillo devient actionnaire majoritaire du Racing club de Lens tandis que l'Atlético de Madrid s'engage dans le club en tant qu'actionnaire minoritaire. Gervais Martel garde son fauteuil de président notamment car Ignacio Aguillo estime qu'un club comme Lens ne peut pas être géré à distance. Les finances sont assainies et quelques semaines plus tard, Alain Casanova devient le nouvel entraîneur du club. Pour la première fois depuis plusieurs années, Lens ne subit aucun restriction lors de son passage devant la DNCG et dispose d'un budget pour les transferts considéré comme non négligeable  [réf. nécessaire] ainsi que d'un budget salarial plus élevé. Le club recrute (sans toutefois faire de folies) et à nouveau, l'objectif est de retrouver la ligue 1 le plus vite possible.
A la lutte pour la montée durant l'ensemble de la saison, le club est confronté en fin de championnat à un classement exceptionnellement serré, avec 6 équipes pouvant encore prétendre à la montée avant la dernière journée. Lens paye quelques irrégularités et n'est pas maître de son destin au moment de recevoir les Chamois niortais lors de l'ultime journée. Vainqueurs de leur adversaire 3-1, les sang et or demeurent quatrième et voient l'ESTAC Troyes et l'Amiens SC, qui remportent la victoire dans les derniers instants, conserver leur place, au grand dam des supporters sang et or, qui vivent une nouvelle soirée cauchemardesque.
Convaincus de leur montée prochaine, les sang et or préparent la saison 2017-2018 avec un recrutement qualifié d'exotique, et voient le départ de Benjamin Bourigeaud, très attaché au club mais qui doit jouer en Ligue 1 pour pouvoir exploiter pleinement son potentiel. Le club va pourtant vivre un début de saison à la médiocrité inégalée dans son histoire : 7 défaites en autant de matchs pour ouvrir le championnat. Les quatre premières suffiront au renvoi d'Alain Casanova, suivi plus tard par celui de Jocelyn Blanchard. Eric Sikora joue pour la seconde fois les pompiers en revenant à la tête de l'équipe première. Alors que le club joue sa survie (une relégation en national étant possiblement synonyme d'un dépôt de bilan futur), du changement s'opère en coulisses : la société Solférino rachète les parts de l'Atlético qui se désengage définitivement du club. Jusqu'ici très discret, Joseph Oughourlian, plus gros actionnaire de Solférino, se dévoile progressivement aux médias et finira par prendre la présidence du club à la fin de la saison, officialisant la retraite de Gervais Martel. Arnaud Pouille en devient le directeur général. Sportivement, le club connaît des bons résultats entre Octobre et Janvier, avant une fin de championnat morose mais salvatrice puisqu'il termine 14ème du championnat. Bénéficiant de tirages favorables en Coupe de France, il en atteint les quarts de finale, piteusement éliminé par Les Herbiers Vendée Football, finaliste de cette édition, ce qui laisse penser que Lens a raté une occasion de sauver sa saison.
Il faut donc repartir sur de bonnes bases afin de pouvoir à nouveau jouer le haut de tableau en 2018-2019. Philippe Montanier est le nouvel entraîneur du RC Lens, et de nombreux changements sont effectués dans l'effectif pour le mercato. Le début de championnat est l'antithèse du précédent, Lens s'installant à la seconde place derrière le FC Metz, intouchable cette saison-là. Mais la suite est ponctualité de performances irrégulières et déçoit encore. Lens termine sa saison sur trois victoires consécutives et arrache une 5ème place synonyme de play-offs. Très motivés, les joueurs s'arrachent pour éliminer le Paris FC (aux tirs en buts) et l'ESTAC Troyes (2-1 après prolongations) et gagnent, de façon inespérée, le droit de disputer un barrage en aller-retour contre le Dijon FCO. En bout de course physiquement, ils font jeu égal avec leur adversaire à l'aller (1-1) mais ne peuvent que constater les dégâts au match retour lorsque le gardien Jérémy Vachoux, coupable de deux erreurs, condamne son équipe à la défaite (3-1). Le sort semble s'acharner sur le RC Lens et ses supporters, pourtant inlassablement exemplaires de fidélité après une dizaine d'années de galères. Joseph Oughourlian, qui doit injecter de l'argent chaque été pour garder une équipe compétitive, commence de son côté à perdre patience et annonce : pour 2019-2020, ce sera la Ligue 1 ou rien.
Après un mercato 2019 encore mouvementé malgré une volonté de stabilité, la machine a un peu de mal à se remettre en route mais l'automne donne finalement des performances remarquables, Lens finissant champion d'automne devant le FC Lorient, les deux clubs ne se lâchant pas d'une semelle au classement. Encore une fois pourtant, l'équipe repart dans ses travers et perd son inspiration dans le jeu à partir de Janvier 2020. Au soir d'une défaite à domicile contre le SM Caen (1-4), elle perd sa seconde place et se retrouve troisième et donc barragiste. Le board lensois décide de réagir et surprend tout le monde, joueurs compris, en limogeant Philippe Montanier et son staff, pensant pouvoir créer un électrochoc afin de ne pas perdre l'espoir d'une montée. Franck Haise et son staff quittent l'équipe réserve et son intronisés. L'électrochoc a lieu : Lens bat le Paris FC, puis l'US Orléans dans un stade Bollaert-Delelis à huis clos, alors que la pandémie de Covid-19 commence à ravager l'Europe. Le RCL, revenu à la seconde place, doit subir l'interruption des compétitions comme tout le monde, puis apprend leur arrêt définitif. En conséquence, bien que n'ayant joué que 28 journées, le club est promu en Ligue 1, 5 ans après l'avoir quittée. C'est donc dans une joie très contenue, voire étouffée en raison de la période difficile que traverse alors le pays, que les supporters savourent la montée : la chance semble avoir finalement tourné.